# Roy Wood Jr.
Roy Norris Wood Jr. (Manhattan, 11 de diciembre de 1978) es un comediante y actor estadounidense mejor conocido por sus apariciones como corresponsal en The Daily Show. Wood, residente de Manhattan, se crio en Birmingham, Alabama y Memphis, Tennessee. Después de graduarse de Ramsay High School en 1996, Wood comenzó su carrera en comedia stand up como telonero de Tommy Davidson. Ocupó el puesto de escritor principal en la serie de radio Buckwilde Morning Show de WBHJ de 2001 a 2006. Wood ha aparecido en la serie de telerrealidad de NBC Last Comic Standing en 2010 y en la comedia de situación de TBS Sullivan & Son de 2011 a 2014. Anteriormente presentó dos podcasts para Comedy Central: Roy's Job Fair y Beyond the Scenes.
Wood fue honrado como una de las «12 estrellas en ascenso de la comedia» de Entertainment Weekly en 2008 y en los premios Young Alumni Awards de la Universidad A&M de Florida de 2010. De 2015 a 2023, Wood se desempeñó como corresponsal de The Daily Show en Comedy Central. Fue anfitrión de la cuarta temporada de This Is Not Happening de Comedy Central del 2018 al 2019. Además de sus apariciones en The Daily Show, Wood ha protagonizado los especiales de stand up Father Figure (2017), No One Loves You (2019) e Imperfect Messenger (2021). También ha aparecido en series de televisión y películas.

## Primeros años y educación
Wood nació en Manhattan, Nueva York, Nueva York. Su padre, Roy Wood Sr., fue un pionero del periodismo y la radiodifusión en Birmingham, Alabama, que cubrió el movimiento por los derechos civiles; el racismo que enfrentaron los soldados afroestadounidenses en la guerra de Vietnam; los disturbios de Soweto; y la guerra civil de Rodesia, entre otros temas. Su madre es Joyce Dugan Wood, administradora universitaria. Su tres veces bisabuelo paterno, Sam Wood, nació c. 1790 en África. Sus padres se separaron por un tiempo y Wood vivió con su madre en Memphis, Tennessee. Cuando Wood estaba en segundo grado, sus padres se reconciliaron, por lo que la familia se mudó a Birmingham; vivían en South Park Road en el barrio West End de Birmingham. Su medio hermano es Roy L. Wood, presentador de noticias.
Wood asistió a la escuela primaria Central Park y a la escuela secundaria Center Street. Se graduó de Ramsay High School en 1996. En 2001, Wood recibió una Licenciatura en Periodismo televisivo de la Universidad A&M de Florida.

## Carrera

### Antes de Comedy Central
Mientras estaba en la universidad, Wood trabajó como reportero de noticias matutinas para la estación de radio WBHJ 95.7 Jamz Hot 105.7 de Birmingham, Alabama . Comenzó a centrarse en una carrera en la comedia después de reemplazar al comediante interno de la estación, Rickey Smiley.
En 1998, cuando tenía 19 años, Wood comenzó su carrera como comediante de stand up. Wood recuerda que no asistió a sus exámenes parciales, esencialmente reprobando el semestre, para poder abrir para Tommy Davidson. Wood pasó sus dos últimos años de universidad lavando platos los fines de semana.
En 2001, después de graduarse de la universidad, Wood regresó a Birmingham y se convirtió en el escritor y productor principal del Buckwilde Morning Show (WBHJ 95.7 JAMZ), cargo que ocupó hasta 2006. Continuó trabajando en la radio, brindando bromas telefónicas y contenido para varios programas matutinos a nivel nacional y contribuyendo a la estación Foxxhole de Jamie Foxx en Sirius XM Radio. Wood lanzó tres CD de bromas: My Momma Made Me Wear This (2003), Confessions of a Bench Warmer (2005) y I'll Slap You to Sleep (2007). Las bromas de Wood han aparecido en numerosas cintas de mezclas de hip-hop.
En 2007, Wood se mudó a Los Ángeles.
En 2010, Wood terminó tercero en la séptima temporada de Last Comic Standing de NBC y comenzó a presentar su propio programa matutino, The Roy Wood Jr Show. El programa obtuvo las máximas calificaciones y ganó el premio «Programa matutino del año para grandes mercados» de la Asociación de Radiodifusores de Alabama durante varios años.
De 2011 a 2014, Wood apareció en la comedia de TBS Sullivan & Son. Tuvo un papel de estrella invitada en la primera temporada, pero luego fue ascendido a serie regular para la segunda y tercera temporada. Sullivan & Son fue cancelado en 2014.
En 2013, se lanzó el primer CD de comedia de Wood, Things I Think, I Think.
En 2015, ABC lo eligió para actuar junto a Whoopi Goldberg en el piloto de comedia Delores and Jermaine; el programa no pasó de la etapa piloto.

### En Comedy Central
En 2015, Wood se unió a The Daily Show como corresponsal. Wood se mudó a la ciudad de Nueva York para aceptar el trabajo. Wood ha dicho que su experiencia en stand up junto con su título en periodismo lo prepararon para el trabajo. Wood dijo que su trabajo como invitado en deportes en ESPN y compañías relacionadas lo preparó para The Daily Show, dándole experiencia en actuación, sincronización y construcción de personajes.
Su primer especial de stand up de Comedy Central, Father Figure, se estrenó en 2017, con un álbum extendido sin censura del mismo nombre lanzado por Comedy Central Records. En 2017, fue nombrado nuevo presentador de la serie de narración de Comedy Central This Is Not Happening. El segundo especial de Comedy Central de Wood, Roy Wood Jr.: No One Loves You, se estrenó en 2019.
Wood ha aparecido como cómico en muchos programas de entrevistas nocturnos, incluido Late Show with David Letterman, The Late Late Show with Craig Ferguson, Chelsea Lately, The Tonight Show Starring Jimmy Fallon, The Late Show with Stephen Colbert, Late Night with Seth Meyers y Conan. Wood ha actuado para las tropas en numerosas giras de la USO por Oriente Medio y las islas del Pacífico.
En 2018, se anunció que Wood planeaba filmar un programa de televisión en el condado de Jefferson, Alabama. El piloto, llamado Jefferson County Probation, comenzó a filmarse en mayo de 2019. En marzo de 2020, se filmó un piloto completo para el programa, ahora llamado Jefferson County: Probation, para Comedy Central, con el programa en desarrollo. El programa, creado en colaboración con Aaron McGruder (The Boondocks), trata sobre dos agentes de libertad condicional en el condado de Jefferson, Alabama. Está ligeramente inspirado en una experiencia que Wood tuvo en 1998 cuando era un estudiante universitario de 19 años, cuando fue arrestado por robar entre 400 y 500 dólares en jeans azules y fue sentenciado a libertad condicional.
En 2019, Wood hizo una serie de videos de YouTube centrados en la moda de los sándwiches de pollo de Popeyes llamada The Coalition (Chicken Sandwich Coalition).
En 2021, fue invitado a la serie de PBS Finding Your Roots, donde describió cómo inesperadamente obtuvo la libertad condicional a los 19 años por usar tarjetas de crédito que robó mientras era clasificador de correo para el Servicio Postal de los Estados Unidos para comprar jeans de moda, y donde se reveló. que era primo lejano del congresista y activista de derechos civiles John Lewis.
En 2023, Wood fue anfitrión de la cena de la Asociación de corresponsales de la Casa Blanca.
El 5 de octubre de 2023, se anunció que Wood había abandonado The Daily Show y no regresaría como corresponsal.

## Honores
- 2008: Entertainment Weekly, 12 estrellas en ascenso de la comedia[25]
- 2010: Universidad A&M de Florida, Premios Jóvenes Alumnos: Una celebración 40/40[26]

## Publicaciones selectas
- Wood Jr., Roy (19 de septiembre de 2018). «For Roy Wood Jr., Alabama Is Painful History, New Hope and Home». The New York Times (en inglés).
- Wood Jr, Roy (9 de febrero de 2020). «Opinion: I was furious when we moved to Birmingham». Comeback Town, AL.com (en inglés).
- Wood Jr, Roy (16 de marzo de 2020). «It's Time for Stand-ups to Prepare for the Worst». Vulture (en inglés) (New York Magazine).

## Filmografía

### Cine
| Año  | Título                          | Papel                     | Notas                       | Ref.   |
| ---- | ------------------------------- | ------------------------- | --------------------------- | ------ |
| 2019 | Roy Wood Jr.: Snitch Cop        | Snitch Cop                | Telefilme                   | [ 27 ] |
| 2019 | The Death of Dick Long          | Dr. Richter               |                             |        |
| 2019 | Roy Wood Jr.: The Avenging Ones | Luke Rage                 | Telefilme; también escritor |        |
| 2020 | The Opening Act                 | Gary                      |                             |        |
| 2022 | Confiesa, Fletch                | Sargento inspector Monroe |                             |        |

### Televisión
| Año       | Título                                   | Papel                                      | Notas                                                           | Ref.   |
| --------- | ---------------------------------------- | ------------------------------------------ | --------------------------------------------------------------- | ------ |
| 2001      | Showtime at the Apollo                   | Él mismo                                   |                                                                 | [ 27 ] |
| 2003      | Star Search                              | —                                          | Semifinalista de comediantes                                    |        |
| 2005      | Premium Blend                            | Él mismo                                   |                                                                 |        |
| 2005      | ComicView                                | Él mismo                                   |                                                                 |        |
| 2008      | Def Comedy Jam                           | Él mismo                                   | 1 episodio; también escritor                                    |        |
| 2010      | Last Comic Standing                      | Él mismo                                   | 5 episodios; también escritor (4 episodios)                     |        |
| 2012-2014 | Sullivan & Son                           | Roy                                        | 33 episodios                                                    |        |
| 2015      | Delores & Jermaine                       | Jerome Sr.                                 | Piloto                                                          |        |
| 2015-2023 | The Daily Show                           | Él mismo (corresponsal), varios personajes |                                                                 |        |
| 2017      | Impractical Jokers: After Party          | Él mismo                                   | 1 episodio                                                      |        |
| 2017      | Let's Fix Sports                         | Él mismo                                   | 1 episodio («Roy Wood Jr: Kill the Kiss Cam»); también escritor |        |
| 2018-2019 | This Is Not Happening                    | Él mismo (anfitrión)                       | 20 episodios; también escritor (2 episodios)                    |        |
| 2018      | The Detour                               | Kevin                                      | 1 episodio                                                      |        |
| 2019      | Crank Yankers                            | Él mismo                                   |                                                                 |        |
| 2020      | Better Call Saul                         | Grant                                      | 1 episodio («Something Unforgivable»)                           | [ 28 ] |
| 2020      | The Last O.G.                            | Runson                                     | 1 episodio                                                      |        |
| 2020      | Space Force                              | Enlace Bert Mellows                        | 2 episodios                                                     | [ 29 ] |
| 2020      | Impactical Jokers: Dinner Party          | Él mismo                                   | 1 episodio                                                      |        |
| 2021      | Only Murders in the Building             | Vaughan                                    | 1 episodio                                                      |        |
| 2021-2022 | Flatbush Misdemeanors                    | Director Douglas                           | 2 episodios                                                     |        |
| 2023      | The Daily Show                           | Él mismo (anfitrión invitado)              | 4 episodios (semana del 3 de abril)                             | [ 30 ] |
| 2023      | Cena de corresponsales de la Casa Blanca | Él mismo (anfitrión)                       | 29 de abril                                                     |        |
| TBA       | Jefferson County: Probation              | —                                          | También productor, escritor                                     | [ 20 ] |

### Serie web
| Año       | Título        | Papel | Notas                                                   | Ref.   |
| --------- | ------------- | ----- | ------------------------------------------------------- | ------ |
| 2019-2020 | The Coalition | —     | Vídeos cortos de televisión; también escritor y creador | [ 27 ] |

### Especiales de stand up
| Año  | Título              | Notas                                               |
| ---- | ------------------- | --------------------------------------------------- |
| 2017 | Father Figures      | Especial de Comedy Central también descarga digital |
| 2019 | No One Loves You    | Especial de Comedy Central también descarga digital |
| 2021 | Imperfect Messenger | Especial de Comedy Central también descarga digital |

## Escritor
- 2006: Bob & Tom: Standup Sitting Down película para televisión - escritor
- 2008: Serie de televisión The Funny Spot - escritor

## Discografía selecta
- 2003: My Momma Made Me Wear This (CD)
- 2005: Confessions of a Bench Warmer (CD)
- 2007: I'll Slap You to Sleep (CD)
- 2013: Things I Think, I Think (CD)